# ルース・ハンプトン
ルース・ハンプトン（Regina Ruth Jane Hampton, 1931年4月25日 - 2005年8月25日）は、アメリカ合衆国の女優。

## 経歴
1931年4月25日、警察官の父と教師の母のもとペンシルベニア州ラッカワナ郡スループ（英: Throop）に生まれる。
ニュージャージー州で育つ。幼少時より赤ちゃん向け・幼女向け・女学生向けなど各種ミスコンに当選すること40回を数える（年平均2回）。報道によると出身はカムデン郡マーチャントビル・ボロ（英: Merchantville）。ニュージャージー州ではダンサーとして活動。Philadelphia Civic BalletやニューヨークのRadio City Music Hall Rockettesに出演したこともある。
1952年6月27日、ニュージャージー州を代表して第1回ミスUSA（英: Miss_USA_1952）に出場。Top10に残り、ユニバーサルと契約を結びハリウッドに移る。
1999年、カンザス州に移る。2005年8月25日、カンザス州メリアム（英: Merriam）で死去。死因は公表されていない。

### 私生活
1954年10月17日、俳優のByron Palmerと最初の結婚。一人の子供を儲け、1966年11月離婚。1978年4月25日、Randall A. Woodと結婚。2度目の結婚生活がいつまで続いたか正確なところは不明。1990年、Robert L. Claryと結婚。3度目にして最後の結婚生活は1999年11月、夫の死去により終わる。

## フィルモグラフィ
- The Flame and the Arrow (1950) - as Lucrecia (uncredited) ※邦題:快傑ダルド
- The Mississippi Gambler (1953) - Guest (uncredited) ※邦題:ミシシッピの賭博師
- Abbott and Costello Go to Mars (1953) - as Handmaiden (Ruth June Hampton, Miss New Jersey) ※邦題:凸凹火星探検
- Law and Order (1953) - as Maria Durling ※邦題:決闘の町。レーガン大統領と共演
- Take Me to Town (1953) - as Dancehall Girl (uncredited)
- The Glenn Miller Story (1954) - as Young Singer (uncredited)
- Johnny Dark (1954) - as Miss Border to Border ※邦題:ジョニイ・ダーク
- Ricochet Romance (1954) - as Angela Ann Mansfield

（）